# صباح حمامو
صباح محمد حمامو صحفية وكاتبة وناشرة مصرية. كانت تعمل بجريدة الأهرام وشغلت منصب نائب رئيس القسم الاقتصادي، وفي عام 2016 ألتحقت للعمل بصحيفة هافينغتون بوست عربي، وقامت بتأسيس دار حاء للنشر، لها مدونة (مصراوية) الشهيرة. وقامت عام 2012 بتأليف كتاب «يوميات صوحفية ف الأهرام».

## حياتها
ولدت بالقاهرة عام 1975. بدأت حياتها العملية عام 1994 حيث عملت كمراسلة تحت التدريب بمجلة الشباب التابعة لمؤسسة الأهرام بجانب دراستها بجامعة القاهرة. وبعد حصولها علي درجة الليسانس في اللغة العربية عام 1997 بدأت حياتها الصحفية. فبجانب عملها في مجلة الشباب نشرت لها مقالات في جريدة «الجزيرة» السعودية ومجلة «المرأة اليوم» الإماراتية.
 وجريدة القاهرة التي تصدر عن وزارة الثقافة المصرية.
وفي عام 2004 تم تعيينها كصحفية في جريدة الاهرام اليومية في القسم الاقتصادي حتي وصلت حاليا الي منصب رئيس مناوب للقسم الاقتصادي. وتعمل حاليا علي نشر تحقيقات صحفية سواء عبر مدونتها أو عبر صحف اخري عربية أو اجنبية شهيرة.

## تغطيات صحفية

### ثورة 25 يناير
في اثناء أحداث ثورة 25 يناير قامت صباح حمامو بعمل تغطيات واسعة لها وذلك عبر قناتها (مصراوية) علي يوتيوب استطاعت ان تجذب أكثر من 700 الف مشاهدة حتي وصفتها جريدة الاهرام بانها «قناة الثورة»
أيضا بعد احداث الثورة قامت جهات إعلامية بعدة مقابلات معها عن احداث الثورة وانعاكسها على الإعلام المصري ومنها: هيئة الإذاعة البريطانية بي بي سي -نيوز ويك  - تايمز - وول ستريت جورنال - ذا ورلد - اسوسيشد برس ، كما نشرت أيضا لدي «مؤسسة نايمان للصحفيين» التابعة لجامعة هارفرد.

### احداث رابعة العدوية
في يوم 14 أغسطس 2013 وعقب الأحداث الدامية في ميدان رابعة العدوية قام المدون المصري محمود أحمد مع صباح حمامو وعبد الله سليمان بنشر تغطية وشهادة حية تناقلتها بعض وسائل الاعلام عن أحداث فض الأعتصام وحقيقة ما حدث بها حيث انتقدوا بشدة انتشار الدماء والجثث الملقاة بالإضافة الي الجثث المتفحمة في ظل عدم توفر سيارات اسعاف أو نقل للجثث، في صورة مروعة وبشعة للاحداث.

### نشاطات اخري
ساهمت الكاتبة في تغطية بعض الأحداث السياسية مثل: احداث مسرح البالون - احداث احياء الذكري الثانية لثورة 25 يناير.
شاركت أيضا بمؤتمر الشفافية الدولية عام 2012 في مدينة عمان بالأردن بعنوان «العدالة والمساءلة الاجتماعية». حيث طالب خبراء دوليون الحكومات العربية بتعزيز دور القضاء لمكافحة هذه الظاهرة العالمية.
شاركت أيضا في بيان تضامن الاعلاميين للإفراج عن الصحفي المغربي علي أنوزلا  الذي اعتقلته السلطات المغربية وتم الإفراج عنه لاحقا 

غلاف كتاب "يوميات صوحفية ف الأهرام "

أسست في مايون 2013 دار نشر تحمل اسم «دار حاء: للنشر والتوزيع» وقررت أن تمنح هذا الاسم للدار ليس فقط لأن اسم عائلتها هو «حمامو» ولكن لأن معظم الكلمات الهامة في اللغة العربية تبدأ بحرف الـ «الحاء» مثل: حق وحياة وحرية وحقيقة وحب وحرب وحكمة وحبر وحواء، وكان الإصدار الأول للدار هو كتاب بعنوان «أي كلام» للصحفي بالبي بي سي محمود منسي، كما يعد أول كتاب منشور لدار حاء ل صباح حمامو هو «رحلات بنت حمامو» ومن المتوقع أن يصدر حلال 2014 .

## مؤلفات
في عام 2012 قامت صباح حمامو بنشر كتابها «يوميات صوحفية فـ الأهرام: عشرون عامًا بين دهاليز المؤسسة العميقة»، يعد الكتاب هو الأول لها، ويتناول آليات العمل داخل مؤسسة الأهرام، والصعوبات والميزات التي يتمتع بها صحفيو الجريدة، كما أنه يرصد المفارقات بين ما يشاع في الوسط الصحفي عن تمتع صحفيو الأهرام بميزات كبيرة في العمل، وبين واقع العمل الفعلي وصعوبته في مؤسسة لها هذا التاريخ.
الكتاب مقسم لثلاث أجزاء هي: «أن تكون في الأهرام»، «أن تكون صحفي»، «الأهرام..الحلم، الثورة، الخيال العملي»، ويُذيل الكتاب بجزء خاص بالوثائق عن الأهرام في فتره ما بعد ثوره 25 يناير.

## جوائز وتكريم
- جائزة أفضل صحفية عام 2003 من معهد الأهرام الإقليمي للصحفيين.
- زمالة من جامعة نورث ويسترن عام 2006
- زمالة «الفارس والس» للإعلام من جامعة ميتشجان بالولايات المتحدة.[3] وتعد أول صحفي مصري ينال هذه الزمالة.

## لقاءات

### الصحف والمجلات
- حوار مع هيئة الإذاعة البريطانية بي بي سي [26]
- لقاء مع موقع ياهو عن مستقبل الاعلام المصري بعد عزل الرئيس مرسي [27]
- لقاء خاص مع جريدة عين [28]
- لقاء مع مجلة 4M الفرنسية للتحدث عن كتابها.[29]

### في وسائل الاعلام
- لقاء مع جابر القرموطي في برنامج مانشيت - قناة أون تي في.[30]

### ندوات
- مكتبة ديوان بالزمالك - حفل توقيع ومناقشة كتاب «يوميات صوحفية ف الأهرام» يرأسها خالد البلشى، رئيس تحرير البديل [31]
- مركز The Workshops لمناقشة لكتاب «يوميات (صوحفية) في الأهرام ونظرة علي الصحافة القومية عامين بعد الثورة» [32]